# 統一民族運動
統一民族運動（ウルドゥー語: متحدہ قومی موومنٹ、英語: Muttahida Qaumi Movement、略称MQM）はパキスタンの政党。ムッタヒダ民族運動、ムータヒダ民族運動と表記される場合もある。
1984年3月18日に独裁者ムハンマド・ジア＝ウル＝ハク大統領がパキスタンを支配する下で、学生運動団体の全パキスタン・ムハージル学生機構（1978年結成）を母体にアルターフ・フセインによって創設。当時の党名はムハージル民族運動（英語: Muhajir Qaumi Movement、略称はMQMで現在と同じ）で、1997年に現在の党名に改称した。インド・パキスタン分離独立時にインドから逃れてきたウルドゥー語話者のムスリム難民であるムハージルを支持基盤とする政党で、地域的には南部シンド州の、特にカラチ市内に強力な票田を有し、シンド州内ではパキスタン人民党に次ぐ勢力として推移してきた。また全国規模でも第3勢力となることが多かった。
ムハージルにはスンナ派、シーア派の双方を含み、またその出自も多様であったことから、党としては自由主義（社会自由主義）・世俗主義的で中道左派色が強く、その点でもパキスタン人民党と競合してきた。このため抗争も多く、1992年から1994年にかけては中央政府・軍と民兵による掃討戦、クリーンアップ作戦の対象とされ、多くの犠牲者を出した。また2006年にはカナダ連邦裁判所からテロ組織の認定を受ける
など批判も多く、その穏健なイデオロギーにもかかわらず対立者からはファシスト視されることもある。
パルヴェーズ・ムシャラフ大統領の軍事政権に対してはパキスタン・ムスリム連盟カーイデ・アーザム派と連携して協力姿勢を採ったが、2007年からパキスタンで民主化運動が活発化し、ムシャラフ大統領に抵抗する一大運動に発展すると、2008年のパキスタン下院総選挙を経てパキスタン人民党のユースフ・ラザー・ギーラーニー首相率いる連立政権に参加した。しかし後に経済政策などで対立し野党となったため、ギーラーニー政権を著しく弱体化させることとなった。
2013年のパキスタン下院総選挙ではイスラーム過激派のパキスタン・ターリバーン運動からテロの対象にされるなか、一定勢力を維持した。